# Chór Projektowy pod dyrekcją prof. Jana Borowskiego
Chór Projektowy pod dyrekcją prof. Jana Borowskiego – powstał jako chór akademicki działający od 2003 r. przy Akademii Techniczno-Humanistycznej w Bielsku-Białej. Następnie od września 2023 r. do lutego 2025 r. jako chór Uniwersytetu Bielsko-Bialskiego. Od marca 2025 r. działa dalej w niezmienionym składzie pod nazwą Chór Projektowy pod dyrekcją prof. Jana Borowskiego. Zespół wykonuje różnorodny repertuar a cappella, a także dzieła wokalno-instrumentalne. Chór koncertował w Grecji, Słowacji, Czechach, Hiszpanii, Macedonii, Chorwacji, Włoszech i Niemczech. Zdobył blisko 80 nagród na polskich i międzynarodowych festiwalach w tym piętnastokrotnie Grand Prix. W 2024 brał udział w Konkursie Grand Prix Polskiej Chóralistyki im. Stefana Stuligrosza w Poznaniu, jako jeden z sześciu nominowanych chórów w Polsce. 

## Historia
Założycielem chóru jest Jan Borowski, który jest także dyrygentem zespołu oraz dyrygent Bielskiego Chóru Kameralnego, Beata Borowska. W skład zespołu wchodzą studenci oraz absolwenci uczelni, a także osoby nie związane z jej społecznością. Z chórem współpracują soliści Opery Śląskiej w Bytomiu: Barbara Bałda (sopran) oraz Bogdan Desoń (tenor), którzy prowadzą zajęcia z emisji głosu.
Chór bierze czynny udział w uroczystościach uczelnianych oraz wydarzeniach kulturalnych Bielska-Białej i okolicznych miejscowości. Tradycją stał się już udział chóru w spotkaniu opłatkowym środowisk akademickich, organizowanym co roku przez biskupa bielsko-żywieckiego. Zespół bierze także udział w wielu konkursach i festiwalach, zarówno w kraju, jak i zagranicą.
W swojej historii koncertował m.in. w ramach:
- XVII Międzynarodowej Dekady Muzyki Organowej, Chóralnej i Kameralnej w Czeskim Cieszynie (2006)
- Ogólnopolskiego Festiwalu Chórów Akademickich Barbórka we Wrocławiu (2006)
- prawykonania utworu Janusza Kohuta 14 dni pod ziemią z okazji 25-lecia strajków w kopalni Piast w Bieruniu (2006)
- uroczystości wręczenia Nagrody Starosty Bielskiego im. ks.Józefa Londzina w Bielsku-Białej (2007)
- otwarcia V Światowych Zimowych Igrzysk Polonijnych w Bielsku-Białej (2008)
- obchodów III i IV rocznicy śmierci Jana Pawła II w Bielsku-Białej (wraz z Bielskim Chórem Kameralnym i Bielską Orkiestrą Kameralną) (2008, 2009)
- obchodów 30. rocznicy wyboru Jana Pawła II na papieża (2008)
- Ogólnoświatowego Zjazdu Żołnierzy gen. S. Maczka „Pancerniacy w Beskidach” w Bielsku-Białej (2008)
- uroczystości wręczenia tytułu i godności doktora honoris causa Akademii Techniczno-Humanistycznej w Bielsku-Białej ks. bp. Tadeuszowi Rakoczemu (2009)
- chór wystąpił w Cavatina Hall w Bielsku-Białej, wykonując wspólnie z Cavatina Philharmonic Orchestra pod dyrekcją Stanley’a Doddsa oraz solistami: Rinnat Moriah, Roksaną Wardengą, Sebastianem Machem i Wojciechem Gierlachem dzieło Wolfganga Amadeusa Mozarta – Requiem d-moll (KV 626)[5]. (2025)

## Osiągnięcia
Do najważniejszych osiągnięć chóru należy zaliczyć:
- 2006 – Srebrny Dyplom na Międzynarodowym Konkursie Chóralnym Svátky Písní w Ołomuńcu
- 2006 – Złoty Dyplom na II Międzynarodowym Konkursie Chórów „Gaude Cantem” w Bielsku-Białej
- 2007 – Złoty Medal na Międzynarodowym Festiwalu „Musica Religiosa” w Ołomuńcu
- 2008 – Złoty Medal na Międzynarodowym Festiwalu „Festa Choralis” w Bratysławie
- 2009 – Złoty Medal na 27 Międzynarodowym Festiwalu Chóralnym w Prewezie
- 2009 – Grand Prix, Złoty Dyplom w kategorii chórów akademickich oraz nagrody specjalne w V Międzynarodowym Konkursie Chórów „Gaude Cantem” w Bielsku-Białej (98 pkt.[6])
- 2010 – I nagroda w kategorii chórów mieszanych w XIX Ogólnopolskim Festiwalu Pieśni Chóralnej „KOLĘDY I PASTORAŁKI” w Myślenicach
- 2010 – II nagroda w kategorii Muzyka Sakralna w Krakowskim Międzynarodowym Festiwalu Chóralnym
- 2010 – Złote Pasmo w VI Międzynarodowym Festiwalu „Rybnicka Jesień Chóralna”
- 2010 – I miejsce w kategorii chórów akademickich w XIII Łódzkim Festiwalu Chóralnym „Cantio Lodziensis”
- 2010 – I miejsce w I Krakowskim Festiwalu Pieśni Adwentowych i Bożonarodzeniowych
- 2011 – Grand Prix oraz Złota Struna w kategorii Chóry Młodzieżowe i Akademickie w XIII Małopolskim Konkursie Chórów w Niepołomicach
- 2011 – Grand Prix w I Wrocławskim Międzynarodowym Festiwalu Chóralnym [VRATISLAVIA SACRA]
- 2011 – Grand Prix na 39 Międzynarodowym Festiwalu Chóralnym Svátky Písní w Ołomuńcu (99 pkt.)
- 2011 – Pierwsze miejsce w kategoriach „najlepsza interpretacja muzyki sakralnej” oraz „najlepsze interpretacja Sardany”, a także Złoty Dyplom w kategorii „muzyka katalońska” na I Międzynarodowym Festiwalu i Konkursie Chórów Cançó Mediterrània w Lloret de Mar, w Hiszpanii.
- 2011 – Grand Prix na  XXIII Międzynarodowym Festiwalu Muzyki Religijnej, im. ks. Stanisława Ormińskiego w Rumi.
- 2012 – Grand Prix na XVIII Ogólnopolskim Festiwalu Kolęd i Pastorałek w Będzinie.
- 2012 – Złoty Medal w kategorii Chóry Mieszane Dorośli oraz Złoty Medal w kategorii Chórów Kameralnych Dorośli w X Międzynarodowym Festiwalu Muzyki Sakralnej  i Kościelnej Musica Religiosa w Ołomuńcu (Czechy).
- 2012 – Grand Prix, Złoty Dyplom, wyróżnienie za najlepszą technikę wokalną oraz inne nagrody specjalne na XI Międzynarodowym Festiwalu Muzyki Chóralnej im. Feliksa Nowowiejskiego w Barczewie.
- 2014 – Płyta Missa de Maria a Magdala otrzymała nominację do nagrody Fryderyk 2014 w kategorii Album roku muzyka współczesna oraz Najwybitniejsze nagranie muzyki polskiej. Płyta ta otrzymała także nagrodę Choc de Classica oraz nagrodę Orphee d’Or - Grand Prix du Disque Lyrique.
- 2015 – Grand Prix, Złoty Dyplom, pierwsze miejsce w kategorii Chóry Mieszane, nagroda dla najlepszego dyrygenta oraz nagroda za najlepsze wykonanie utworu muzyki współczesnej w XI Międzynarodowym Festiwalu RYBNICKA JESIEŃ CHÓRALNA.
- 2016 – Grand Prix na XXIII Międzynarodowym Festiwalu Chorus Inside w Rovinj (Chorwacja) (30/30 pkt.[7])
- 2016 – Grand Prix na XII Międzynarodowym Konkursie Chórów „Gaude Cantem” w Bielsku-Białej (98 pkt.[8])

## Dyrygent
Chór występuje pod batutą Jana Borowskiego, który jest absolwentem wydziału Wychowania Muzycznego Akademii Muzycznej w Katowicach. Ukończył też Podyplomowe Studium Emisji Głosu przy Akademii Muzycznej w Bydgoszczy. Otrzymał szereg nagród indywidualnych przyznanych przez: Polski Związek Chórów i Orkiestr – oddział w Bielsku-Białej (1995), jury Festiwalu Pieśni Maryjnej „Magnificat” w Piekarach Śląskich (1998), jury Ogólnopolskiego Festiwalu Polskiej Pieśni Chóralnej w Katowicach (1988), jury V Międzynarodowego Konkursu Chórów „Gaude Cantem” w Bielsku-Białej dla najlepszego dyrygenta festiwalu (2009), jury XI Międzynarodowego Festiwalu Muzyki Chóralnej im. Feliksa Nowowiejskiego w Barczewie dla najlepszego dyrygenta festiwalu (2012). Minister kultury przyznał mu też nagrodę za szczególne osiągnięcia w upowszechnianiu kultury (2004).

## Repertuar
Repertuar chóru stanowią głównie pieśni a cappella polskich oraz zagranicznych kompozytorów. Jest to zarówno muzyka dawna (Jacob Arcadelt, Antonio Lotti, Jacobus Gallus), jak i współczesna (Randalph Stroope, Andrzej Koszewski, Eric Whitacre, Paweł Łukaszewski). Zespół wykonuje również utwory zwane negro spirituals, utwory patriotyczne (Hymn Polski, Gaude Mater Polonia) oraz kolędy i pastorałki. Chór ma także w swoim repertuarze utwory wokalno-instrumentalne (Msza C-dur „Spatzen Messe”, Requiem d-moll KV 626) Mozarta, Msza Góralska Tadeusza Maklakiewicza). 

## Nagrania
Zespół nagrał sześć płyt wśród  których Requiem for the living Dana Forresta było polską premierą nagrania, a Missa de Maria a Magdala światową premierą wyróżnioną podwójną nominacją do Nagrody Fryderyk 2014 (w kategorii Album roku muzyka współczesna oraz Najwybitniejsze nagranie muzyki polskiej) oraz prestiżową nagrodą  Orphee d'Or - Prix Hector Berlioz za najlepsze nagranie muzyki sakralnej przyznaną przez Académie du Disque Lyrique.
- 2008 – „Magnificat Anima Mea Dominum"
- 2010 – Kolędy
- 2012 – „O Magnum Mysterium” (z muzyką sakralną)
- 2013 – „Missa de Maria a Magdala” Pawła Łukaszewskiego